# José Antonio Sánchez
José Antonio Sánchez (Madrid, 1940 - gener de 2015) és un maquillador de cinema espanyol, guanyador de 5 premis Goya al millor maquillatge i perruqueria. Fill del maquillador José María Sánchez, de ben jovenet va treballar com a ajudant del seu pare a Orgull i passió de Stanley Kramer. Fou deixeble també del maquillador Julián Ruiz “Julipi” i el 1963 fou cap del departament de maquillatge. El 1967 va casar-se amb la perruquera de cinema Paquita Núñez, amb qui ha compartit alguns dels premis Goya obtinguts.
Va treballar a produccions internacionals com Salomó i la reina de Saba (1958), Espàrtac (1960). El Cid (1960), Doctor Jivago (1965) Patton (1970), Nicolau i Alexandra (1971) Els tres mosqueters (1973), Robin i Marian (1976) i Conan el bàrbar (1981). Després va treballar en el make up de pel·lícules espanyoles, moltes d'elles amb Paquita Núñez com Gary Cooper, que estás en los cielos, La conquista de Albania (1984), El viaje a ninguna parte (1986), Don Juan, mi querido fantasma (1990), Goya en Burdeos (1999), El Lobo (2004), Torrente 3: El protector (2005), La caixa Kovak (2006) i de produccions internacionals com Conan el bàrbar de John Milius (1982) i Sahara (2005) de Breck Eisner. També ha treballat en les sèries de televisió El Quijote de Miguel de Cervantes (1991), Arnau (1994) i Makinavaja (1995).

## Nominacions i premis
Juntament amb Paquita Núñez va ser nominat al Goya al millor maquillatge i perruqueria el 1988 per El Dorado, el 1989 per El sueño del mono loco i el 2009 per El cónsul de Sodoma, i va obtenir el guardó el 1989 per El niño de la luna, el 1990 per ¡Ay, Carmela!, el 1994 per Canción de cuna i el 2003 per La gran aventura de Mortadelo y Filemón. En solitari fou nominat el 1986 per El viaje a ninguna parte i va obtenir el guardó el 1995 amb José Quetglas i Mercedes Guillot per El día de la bestia.